# Sophie Magdalene von Holstein
Sophie Magdalene von Holstein, født komtesse Knuth (15. juli 1732 i Flensborg, død 7. maj 1790 i København) var en dansk adelsdame.
Hun var datter af lensgreve Adam Christopher Knuth og hans 1. hustru.
18. april 1749 blev hun gift i Christiansborg Slotskirke med Georg Frederik von Holstein (1717-1772). 11. december 1764 blev hun Dame de l'Union parfaite. Hun stiftede 1782 Det Holsteinske Fideikommis (28.000 rigsdaler)